# ارتداد (فیلم)
ارتداد (انگلیسی: Apostasy) فیلم درام دربارهٔ شاهدان یهوه به کارگردانی دانیل کوکوتالو است.

## داستان
الکس، لوییزا و مادرشان از پیروان سرسخت یک فرقه مذهبی هستند. لوییزا با زیر سؤال بردن اصول فرقه شروع به سرپیچی از آنها می‌کند. این موضوع باعث می‌شود خانواده دچار ترس از خشم الهی شوند…